# Piero Coen Montealegre
Piero Coen Montealegre (Chinandega, 19 de diciembre de 1942-Antigua Guatemala, 16 de enero de 2025) fue un empresario y diplomático nicaragüense, fundador y presidente del Consejo de Grupo Coen. Por su lado materno es tataranieto de Don Mariano Montealegre y Romero quien donó al país, en 1858, la Isla de Punta Ycaco, con la salvedad que ahí se construyera un puerto, hoy el mayor del país, llamado Corinto. 
En su labor diplomática, desempeñó cargos como embajador de Nicaragua en Italia, Honduras, Chipre, Grecia, Austria, Singapur e Israel. Logró la primera visita del Secretario de Estado de Israel a Nicaragua, así como la primera invitación hecha por parte del Estado de Israel a un Presidente Nicaragüense.
El gobierno de Italia lo nombró comendador de la República de Italia.

## Biografía y educación
Nació en 1942 en Chinandega en una familia pobre. Se hizo rico debido a su trabajo. Coen Montealegre se graduó de la Universidad Mercantil, Chinandega, Nicaragua, con el título de Contador Público con especialización en Finanzas y Economía. Estos primeros estudios los realizó en entre 1964 y 1968. Posteriormente cursó Posgrado en Mercado Internacional en la University of Southern Louisiana y Cibernética Humanística en la University of Miami. Se exilió en El Salvador después del triunfo de la Revolución Sandinista de 1979; sus propiedades fueron confiscadas. Volvió a Nicaragua en 1992.
Obtuvo el título de doctorado honoris causa en la Universidad Cristiana de Nicaragua en 2003. Como también el de doctorado honoris causa en Administración y Comercio Exterior en 2005, en la Universidad de Administración, Comercio y Aduana, María Guerrero, Managua, Nicaragua. Murió en Antigua Guatemala, Guatemala, el 16 de enero de 2025 a los 82 años de edad.

## Negocios
Es Fundador y Presidente del Consejo de Grupo Coen, un conglomerado empresarial con operaciones en Nicaragua, Guatemala, Honduras, El Salvador, Costa Rica y México.

## Agricultura y ganadería
Los orígenes empresariales de Piero Coen Montealegre se remontan a los años 50 cuando comenzó con plantaciones de algodón en Chinandega, Nicaragua, convirtiéndose para los años 70, en un importante productor de algodón en Centroamérica,
Dentro de sus negocios más importantes se encuentran: 
- Agrícola El Rosario (AGROSA).[9] En Chinandega, Nicaragua, la cual fundó en 1976, para la producción y comercialización de caña de azúcar, ajonjolí, piña, platanares y cítricos, siendo el mayor productor y exportador de plátano y banano en Nicaragua.[10]
- Nicaragua Banana Corp (NBC). Una procesadora de banano en expansión que posee tres plantas empacadoras con la mayor eficiencia, más de 600 hectáreas en producción y exporta más de 2 millones de cajas anuales.[11]

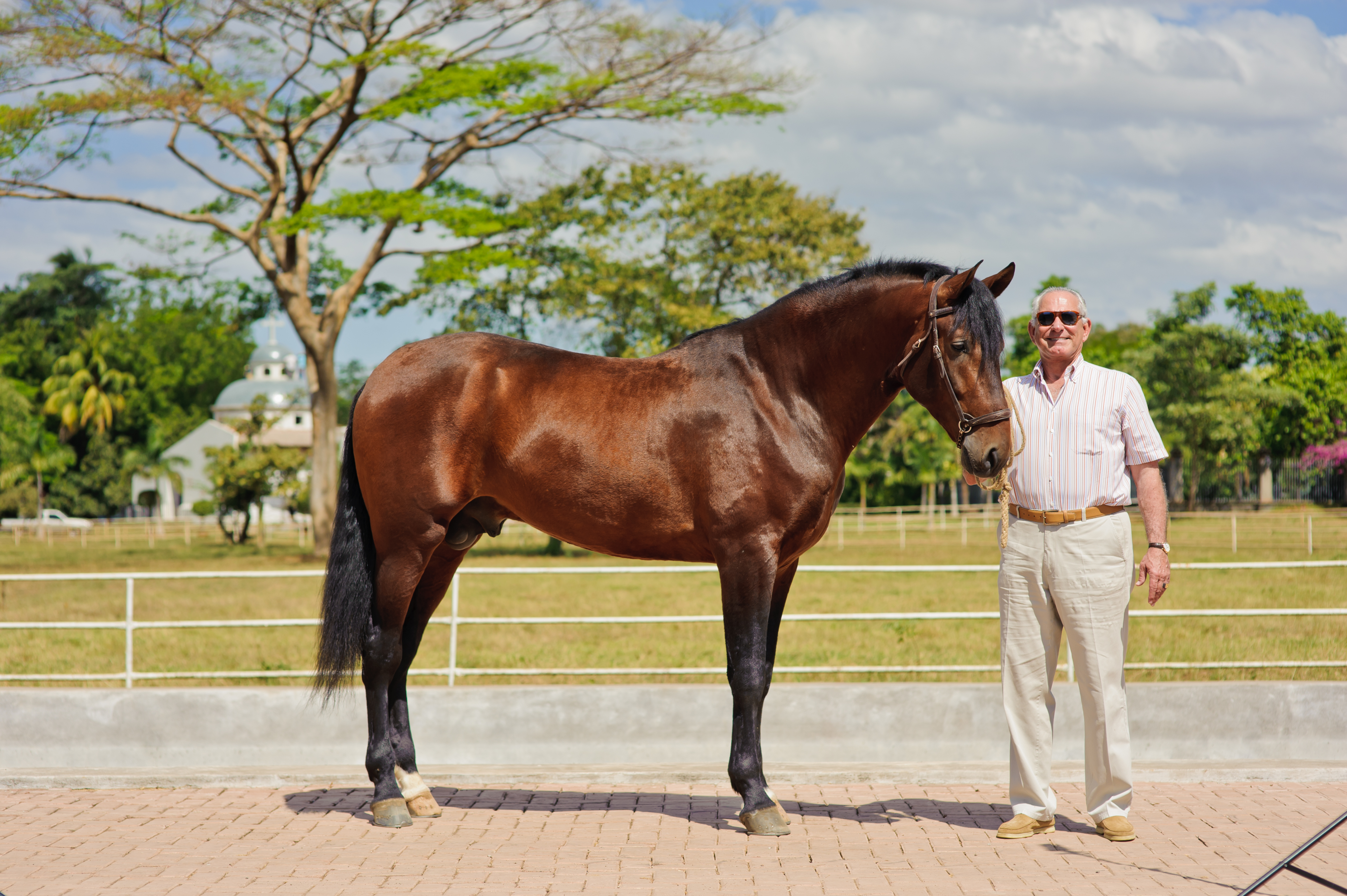
Don Piero Coen en Cortijo El Rosario, Chinandega.

- Ganadería San Jorge.[12] Donde es Presidente fundador desde 1999. Posee uno de los hatos ganaderos más importantes del continente con más de 21,000 cabezas de ganado de alta calidad genética en 18,000 hectáreas de terreno.
- Cortijo El Rosario[13] en Chinandega, Nicaragua es la sección de crianza de caballos españoles y lusitanos de clase mundial para el Grupo Coen.[14]